# Rheinsheim
Rheinsheim es un pueblo que pertenece a la localidad de Philippsburg, en Baden-Württemberg, Alemania.
Tiene en la actualidad aproximadamente 2.800 habitantes. El pueblo linda con la ciudad de Germersheim en Renania-Palatinado, Huttenheim (Philippsburg) y Philippsburg.